# モイカ宮殿
モイカ宮殿(Moika Palace、ロシア語: Дворец Юсуповых на Мойке)またはユスポフ宮殿(Yusupov Palace)は、ロシアのサンクトペテルブルクにある、かつてのユスポフ家の居城であった建物である。1916年には、グリゴリー・ラスプーチンの暗殺の現場となった。

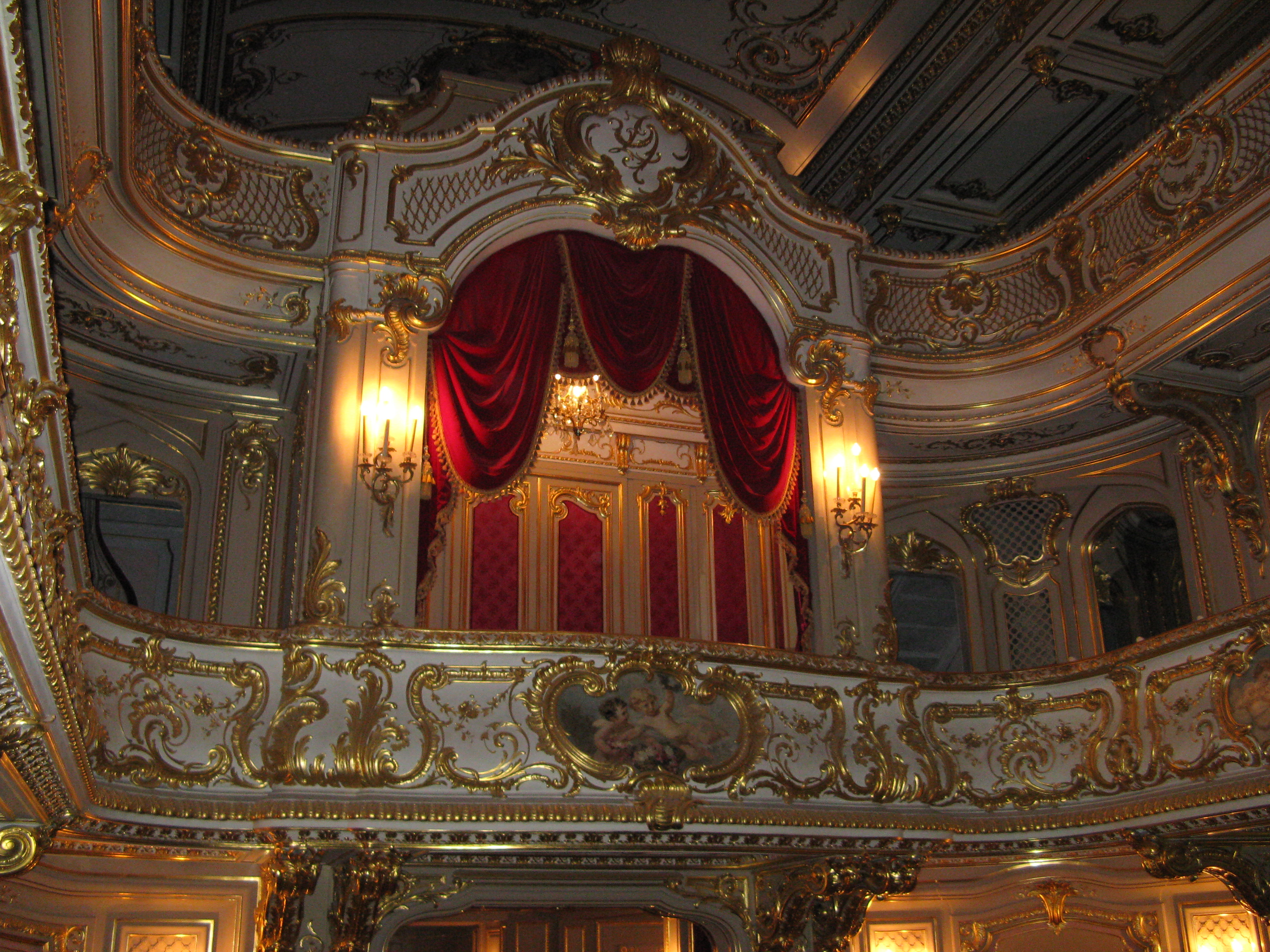
宮殿の劇場

この宮殿は1770年頃にフランスの建築家ド･ラ･モットによって初めて建設された。建設には多くの著名な建築家が携わり、この建物は複数の建築家のスタイルの寄せ集めになっていることでも知られている。ユスポフ家がこの宮殿のオーナーとなった1830年代に、A・ミハイロフが建て直した。この時に、宮殿の近代的な外観が形成された。
1830年から1917年までこの宮殿は、慈善活動や美術品の蒐集でも知られたロシアの貴族ユスポフ家の所有であった。そのため、帝政ロシアの時代にはユスポフ宮殿として知られていた。
宮殿の豪華な内装は、皇帝の宮殿にも劣らなかった。宮殿内には、レンブラント・ファン・レインのものを含む絵画作品、宝石、彫刻等が4万以上もあった。ユスポフ家のコレクションは国有化され、エルミタージュ美術館その他の美術館に収められた。エルミタージュ美術館の絵画部門のキュレーターであるアーネスト・フリードリッヒ・フォン・リファートは、宮殿のカーテン画や劇場の天井画を初期に手がけた1人である。

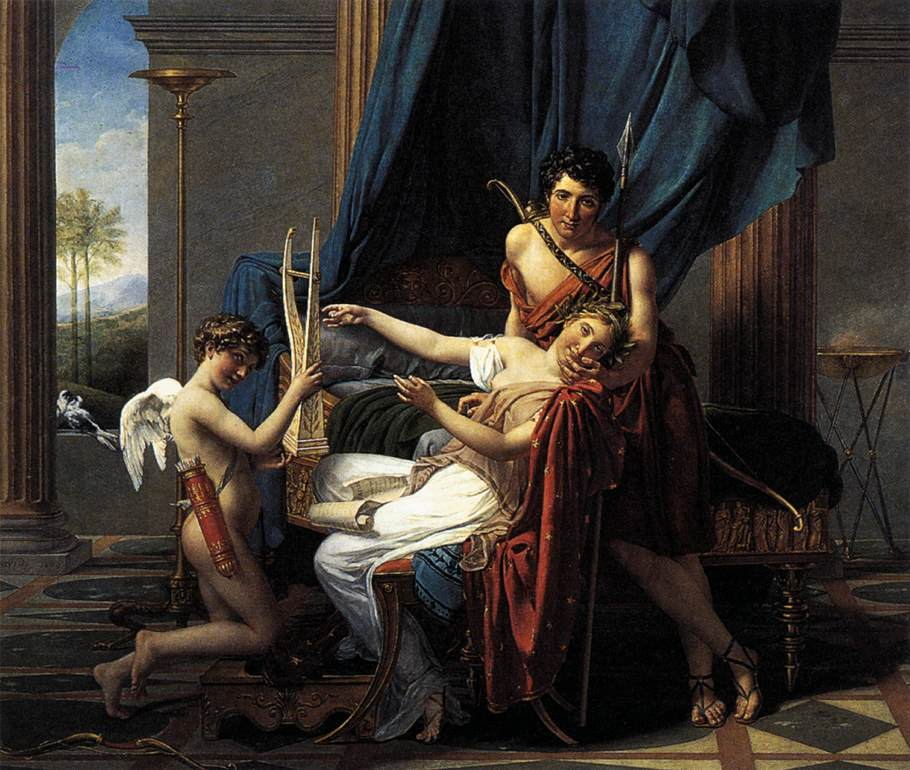
ジャック＝ルイ・ダヴィッドの描いたSappho and Phaon

しかし、この宮殿は最後の住人であったフェリックス・ユスポフ公爵の行動によって最もよく知られている。彼は皇帝と同じくらいに裕福だと考えられていた。ユスポフ家は、ロシア内にサンクトペテルブルクの4つを含む57個の宮殿を所有していた。モイカの宮殿は、ユスポフ公のお気に入りであった。ラスプーチンの死の周辺の出来事については、現在も議論のさなかにある。ユスポフによると、1916年12月16日の夜、 彼とドミトリー・パヴロヴィチ大公は、ラスプーチンをモイカ宮殿に招いた。そして恐らく、彼らはラスプーチンに、致死量以上のシアン化物入りのケーキと赤ワインを勧めた。しかし、ラスプーチンには効果がないように見えたので、ユスポフは銃を取り出し、背後からラスプーチンを撃った。しかし彼はラスプーチンがなお生きているのを確認したため、至近距離からさらに3度撃ったが、ラスプーチンはなおも立ち上がろうとした。彼らはさらに鉄の棒で何度もラスプーチンの頭を殴り、毛布で包み、外に出てモイカ川に投げ捨てた。ラスプーチンの検死結果によると、彼は毒でも射撃でも殴打でも死なず、低体温で死んだことが明らかとなった。
ラスプーチンの死の直後にロシア革命が起こり、ソビエト連邦が権力を持つと、貴族の財産は没収された。1925年、この宮殿は街の教育委員会に譲渡された。貴族の宮殿のほとんどは世俗の用途に転用されたが、教育委員会はこの宮殿を公共の博物館として保存することを決定した。今日でも、この宮殿は教育用に残され、ラスプーチンの殺害現場を残す役割も果たしている。ラスプーチンが逃れようとした中庭は、現在では、宮殿に隣接する幼稚園の遊び場になっている。